# Jekaterina Ottowna Wasem

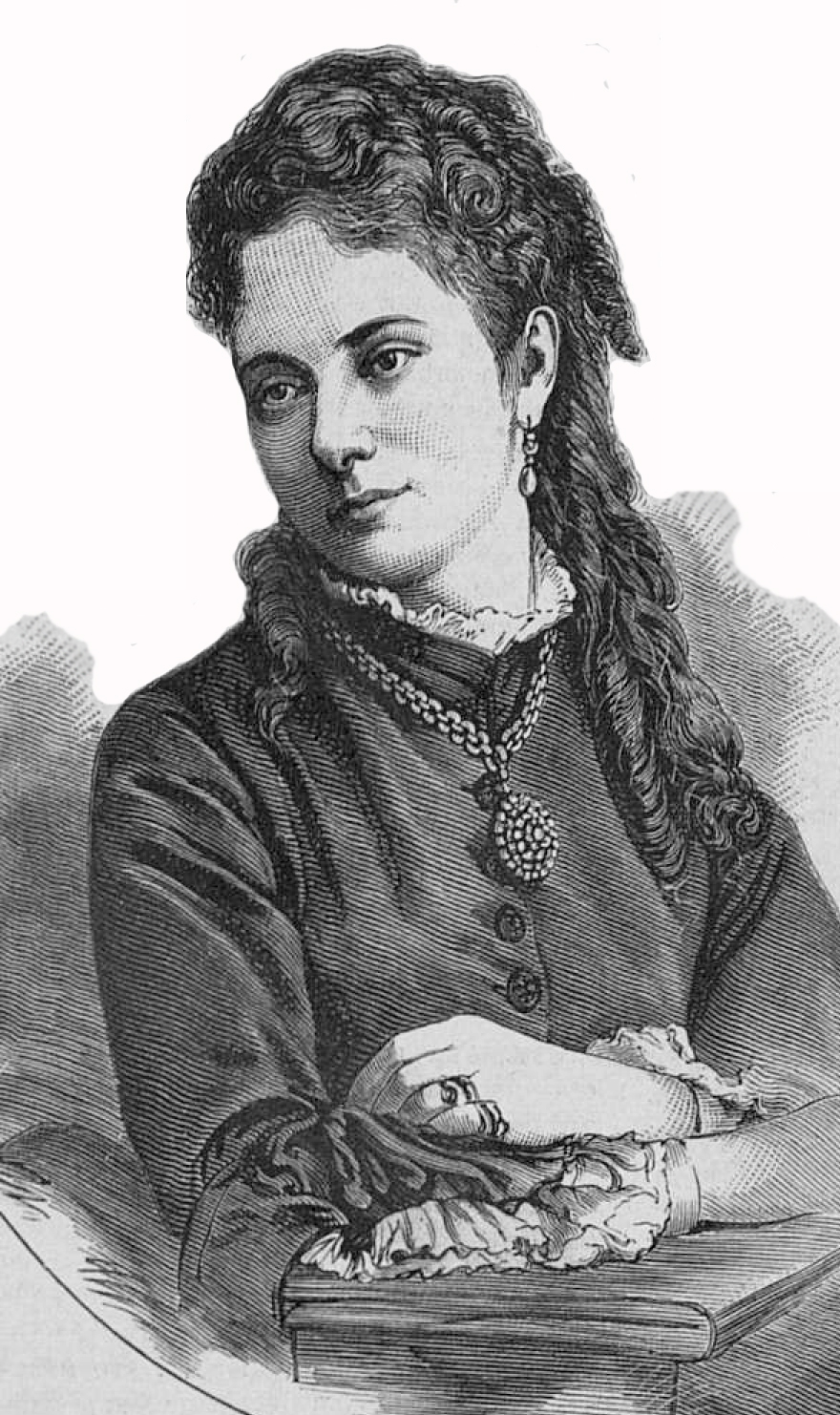
Jekaterina Wasem, 1876

Jekaterina Ottowna Wasem (verheiratete Wasem-Nosilowa; international: Ekaterina Vazem; russisch: Екатери́на О́ттовна Ва́зем; * 25. Januar 1848 in Moskau; † 14. Dezember 1937 in Sankt Petersburg (damals: Leningrad)) war eine russische Primaballerina und Ballettpädagogin.
Sie studierte an der Kaiserlichen Theater Schule in Sankt Petersburg bei Lew Iwanow und machte ihren Abschluss 1867.
Von 1867 bis 1884 war sie eine der führenden Tänzerinnen am Bolschoi Kamenny Theater in Sankt Petersburg. Sie gilt als erste Russin, die mit der technischen Bravour der italienischen Ballerinen ihrer Zeit mithalten konnte, und war die russische Lieblingstänzerin des berühmten Choreografen Marius Petipa. Dieser schuf für sie die Rolle der Nikiya in La Bayadère (1877), welches das Lieblingsballett der Wasem wurde. Sie tanzte auch in Petipas Revision von Paquita (1881): der berühmte Grand Pas mit Musik von Minkus wurde für diese Aufführung mit der Wasem in der Titelrolle kreiert.
Sie tanzte außerdem Hauptrollen in Petipas Revisionen von Le Papillon (1874), La Fille du Danube (1880), und La Vivandière (1881), und in Petipas eigenen Balletten Die Schneetochter („Snegurotschka“; 1879), Soraya (1881), sowie Nacht und Tag (1883).
1880 war sie zu Gast in Paris und in Amerika.
1884 beendete sie ihre Bühnenlaufbahn und unterrichtete von 1886 bis 1896 an der Kaiserlichen Theaterschule von Sankt Petersburg.  Zu ihren dortigen Schülerinnen gehörten Anna Pawlova und Agrippina Waganowa.  Später gab sie noch lange Jahre Privatunterricht.
Jekaterina Wasem schrieb auch Memoiren, die ein interessantes Zeitzeugnis sind.